# Palestra Futebol Clube
O Palestra Futebol Clube foi um clube brasileiro, da cidade de Salvador, capital do estado da Bahia.
O clube foi fundado em 1950, com o objetivo de disputar campeonatos de várzea. Sua sede ficava no subúrbio de Plataforma, e suas cores eram verde e preto. Cresceu e passou a disputar as divisões amadoras do estado, até chegar à Segunda Divisão de Profissionais, que conquistou em 1971, ficando com o direito de disputar o Campeonato Baiano pela primeira vez em 1972.
Nesse campeonato, não ganhou um único jogo no primeiro turno. No segundo turno, teve melhor sorte e foi o terceiro colocado de seu grupo — chegou a ser líder do grupo por uma rodada, o que fez um jornal de Salvador publicar a seguinte manchete: "Podes crer, amizade: o Palestra é líder" —, mas no terceiro turno novamente não ganhou nenhuma partida. Em maio de 1972, um jogador do clube, o meia Fred, foi convocado para a Seleção Brasileira amadora, gerando polêmica, pois a maioria das pessoas nunca tinha ouvido falar do clube onde ele jogava, chegando mesmo a confundir com o Palestra Itália (atual Palmeiras, de São Paulo).
No ano seguinte, uma campanha desastrosa: empatou apenas quatro dos dezoito jogos que disputou, perdendo todos os outros.

## Títulos
| ESTADUAIS | ESTADUAIS                   | ESTADUAIS | ESTADUAIS  |
|           | Competição                  | Títulos   | Temporadas |
|           | Campeonato Baiano - Série B | 1         | 1971       |
| --------- | --------------------------- | --------- | ---------- |